# Франклин, Шон
Шон Майкл Франклин (англ. Sean Michael Franklin, род. 21 марта 1985, Панорама-Сити, Калифорния, США) — американский футболист, защитник.

## Карьера

### Любительская карьера
Франклин начал играть в футбол во время учёбы в школе Хайланда в Палмдейле. Позже начал играть в университетской команде «Калифорния Стэйт Нортридж Матадорс», где считался лучшим защитником в 2005 и 2006 годах. Также в студенческие годы два года выступал за клуб «Сан-Фернандо Вэлли Куэйкс». За время его выступления клуб впервые смог выйти в плей-офф Премьер-лиги USL в 2007 году.

### Профессиональная карьера
Франклин был выбран клубом «Лос-Анджелес Гэлакси» в четвёртом круге Супердрафта MLS в 2008 году. Дебютировал в MLS 3 апреля 2008 года в домашнем матче против клуба «Сан-Хосе Эртквейкс». Был награждён премией Новичок года в MLS в сезоне 2008 года.
Франклин пропустил большую часть сезона 2009 MLS после операции по восстановлению подколенного сухожилия. 23 декабря 2011 года подписал новый контракт с «Лос-Анджелес Гэлакси».
12 декабря 2013 года на первом этапе Драфта возвращений MLS Франклин был выбран клубом «Ди Си Юнайтед». За вашингтонцев дебютировал 8 марта 2014 года в матче стартового тура сезона против «Коламбус Крю». 26 апреля 2014 года в матче против «Далласа» забил свой первый гол за «Ди Си». Франклин был отобран на Матч всех звёзд MLS 2014, в котором звёздам лиги противостоял чемпион немецкой Бундеслиги «Бавария Мюнхен». 19 декабря 2016 года подписал новый многолетний контракт с «Юнайтед». По окончании сезона 2017 «Ди Си Юнайтед» не продлил контракт с Франклином.
22 февраля 2018 года Франклин на правах свободного агента подписал однолетний контракт с «Ванкувер Уайткэпс», успешно пройдя просмотр в предсезонном лагере. За «Уайткэпс» дебютировал 20 апреля 2018 года в матче против «Спортинга Канзас-Сити». По окончании сезона 2018 контракт Франклина с «Ванкувер Уайткэпс» истёк.

### Международная карьера
В 2004 году Франклин был вызван в молодёжную сборную США до 20. Затем в 2007 году в молодёжную сборную США до 23, где сыграл полный матч против молодёжной сборной Японии. Матч закончился с ничейным счётом 0:0.
В основной сборной США дебютировал 22 января 2011 года в товарищеском матче против сборной Чили.

## Достижения
Командные
Лос-Анджелес Гэлакси
- Кубок MLS: 2011, 2012
- Supporters’ Shield: 2010, 2011

Личные
- Новичок года в MLS: 2008
- Участник Матча всех звёзд MLS: 2014